# Église Saint-Paul de Nîmes
Pour les articles homonymes, voir Église Saint-Paul.
L'église Saint-Paul est une église de style néo-roman située à Nîmes, dans le département du Gard et la région Occitanie. Classée monument historique en 1909, elle possède un puissant clocher s'élevant à 62 mètres à la croisée du transept.

## Historique
L'église a été édifiée de 1835 à 1849 sur des plans de l'architecte Charles-Auguste Questel.
Yves Mourousi s'y est marié en 1985 lors d'un mariage fortement médiatisé.

## Architecture
Toutes les pentures et serrures des portes extérieures et intérieures ont été réalisées en 1845 sous la direction de l'architecte Questel par le ferronnier Pierre Boulanger auteur des remarquables pentures du portail central de la cathédrale Notre-Dame de Paris.
L'église possède de remarquables peintures murales de Hippolyte Flandrin  dans les culs de four de la nef et des absidioles ainsi que des frises,  aujourd'hui très dégradées, au sein de ces dernières . Les " parties  décoratives " de la nef ont été reéalisées par Alexandre Denuelle. Les vitraux ont été réalisés par le maître verrier messin ( Metz ) Laurent Charles Maréchal. L'orgue a été construit en 1848 par Aristide Cavaillé-Coll.
L'ensemble de cet édifice mériterait une importante restauration.

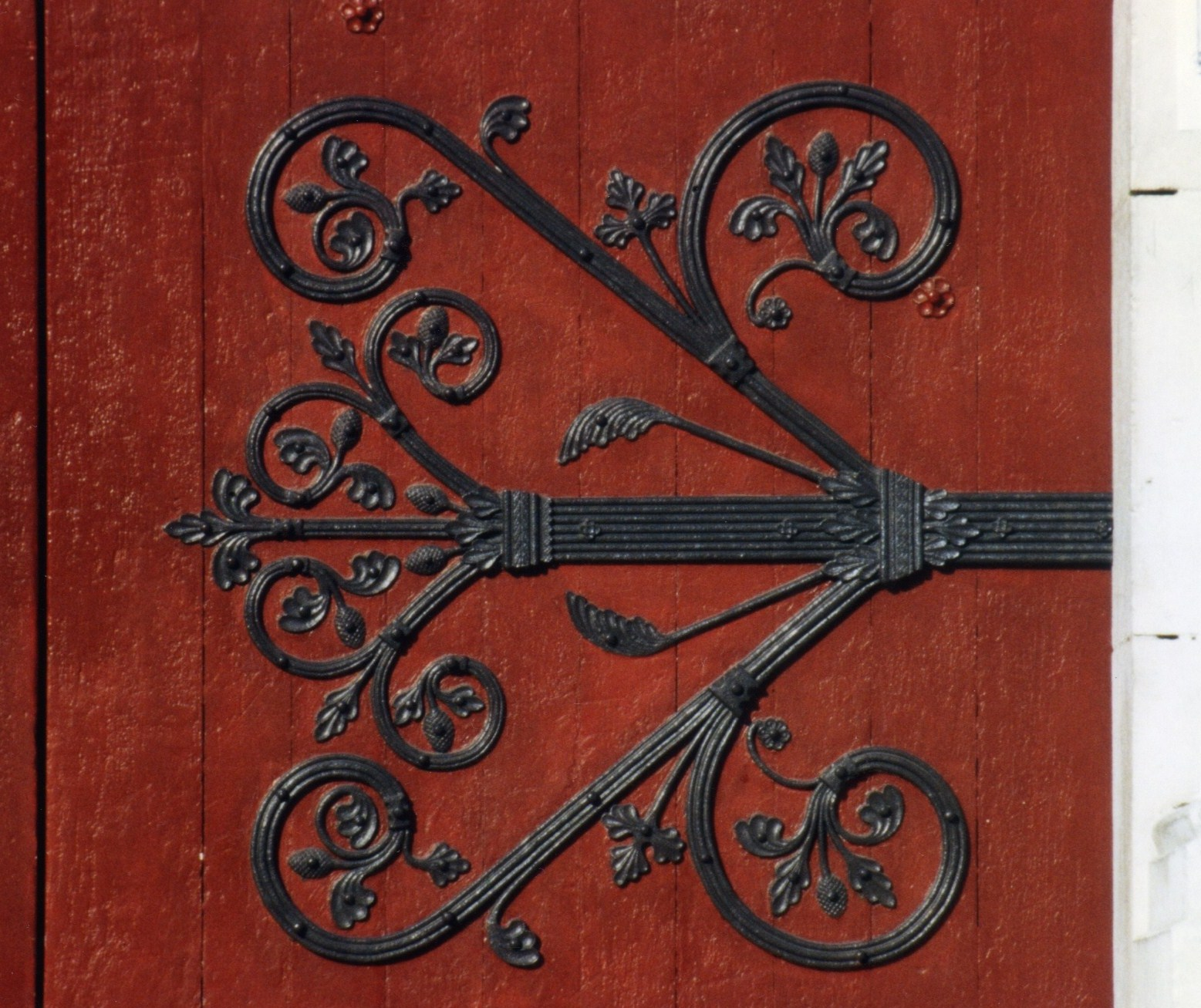
Pentures du portail
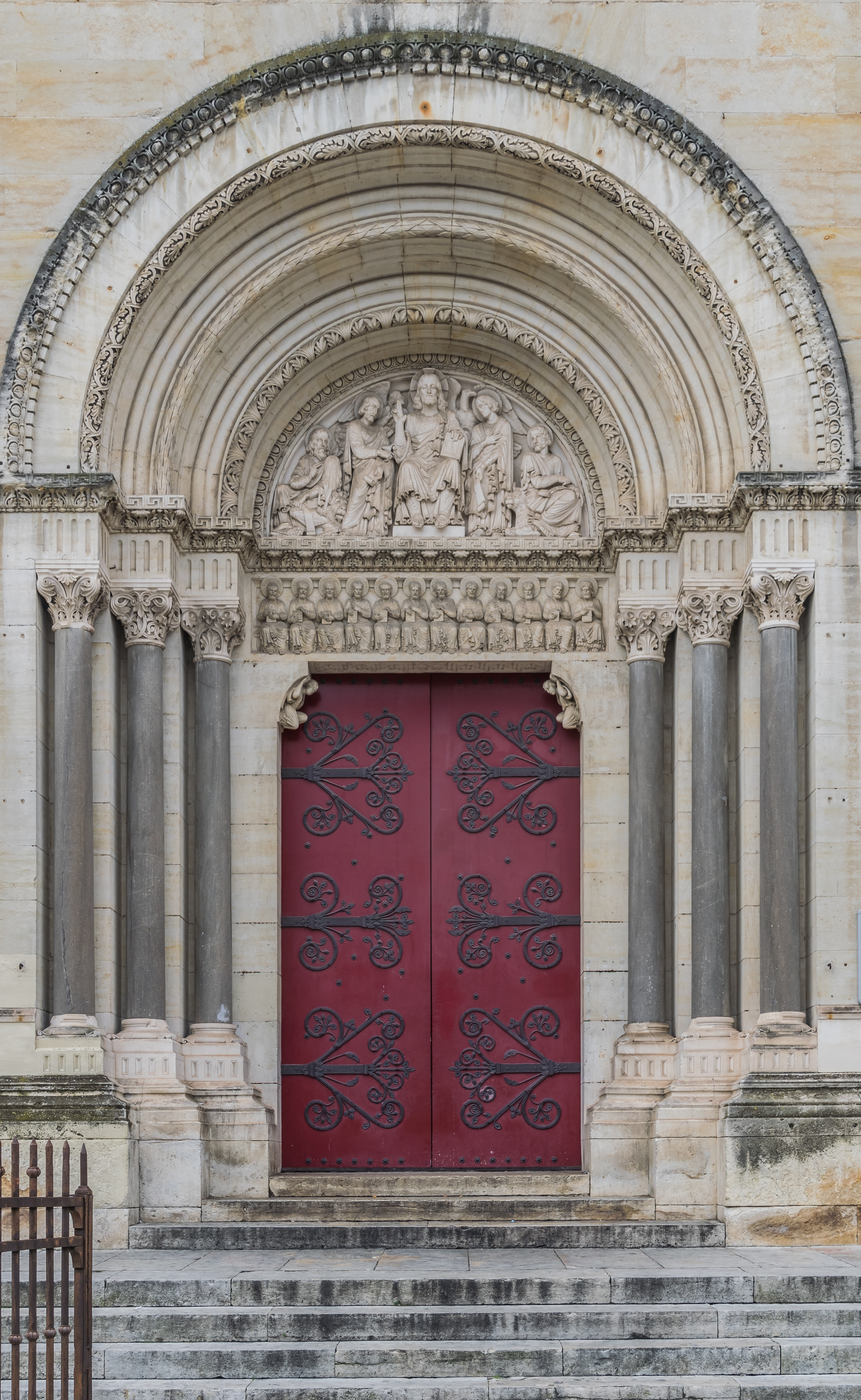
Portail de l'église
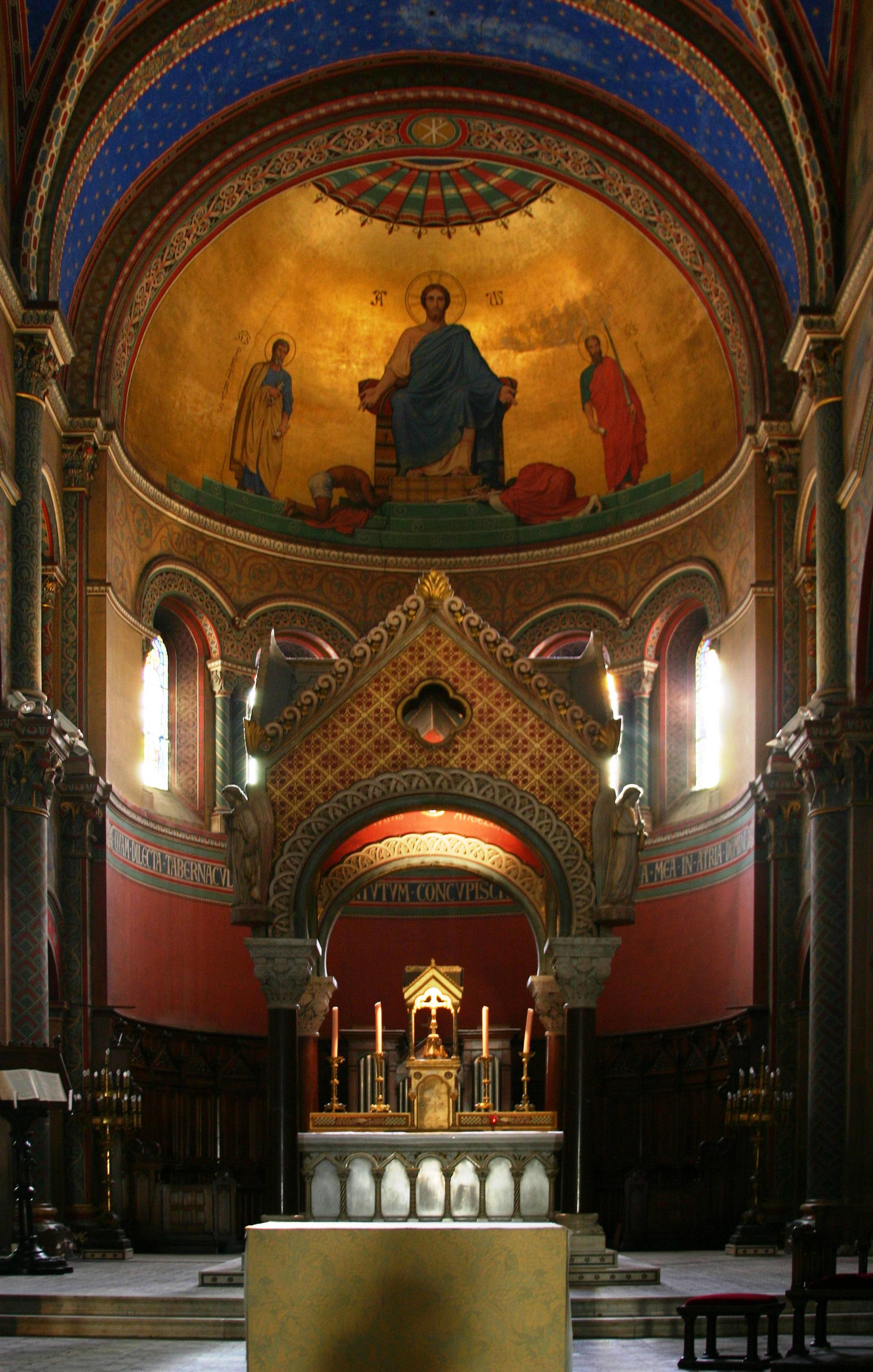
Intérieur de l'église
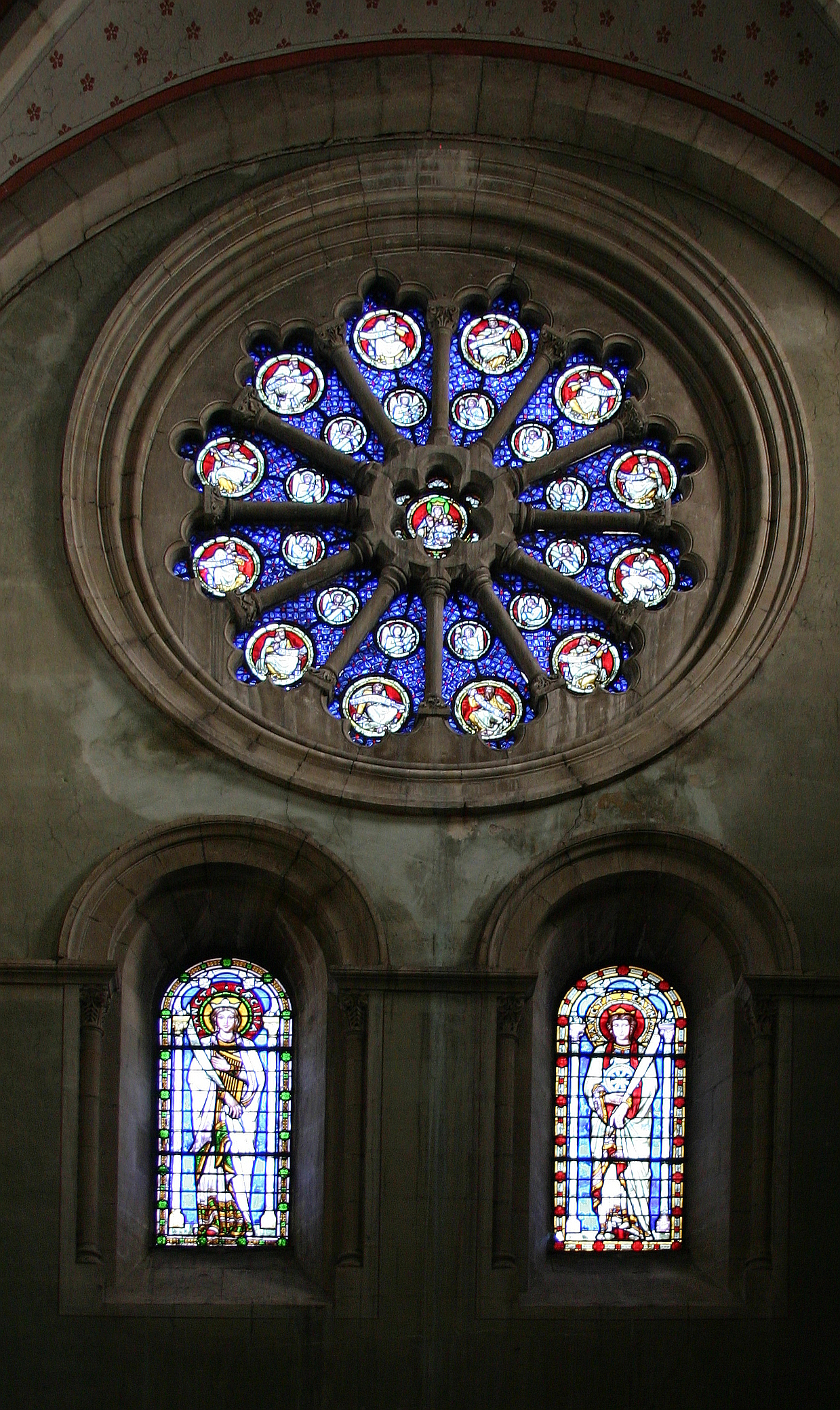
Rosace